# زوزيبيني تونزي
زوزيبيني تونزي (بالإنجليزية: Zozibini Tunzi)‏ (من مواليد 18 سبتمبر 1993) حاملة لقب ملكة جمال جنوب أفريقية ملكة جمال الكون 2019 والتي توجت في مسابقة ملكة جمال جنوب أفريقيا 2019. وهي النسخة الحادية والستين من مسابقة ملكة جمال الوطنية، التي عقدت مساء يوم 9 أغسطس 2019 في ملعب صن أرينا شهدت تنافس ستة عشر متسابقة على التاج الوطني. بتتويج زوزيبيني تونزي ملكة جديدة أصبحت الممثلة الرسمية لجنوب أفريقيا في مسابقة ملكة جمال العالم 2019. والتي توجت ملكة جمال الكون 2019، لتعتبر ثالث امرأة من جنوب إفريقيا تفوز باللقب.

## الروابط الخارجية
- ملكة جمال جنوب أفريقيا الموقع الرسمي
- زوزيبيني تونزي على إنستغرام

| الجوائز و الإنجازات | الجوائز و الإنجازات         | الجوائز و الإنجازات |
| ------------------- | --------------------------- | ------------------- |
| سبقه كاتريونا غراي  | ملكة جمال الكون 2019        | تبعه يحدد لاحقا     |
| سبقه تمارين غرين    | ملكة جمال جنوب افريقيا 2019 | تبعه يحدد لاحقا     |